# فريال البنا
فريال محمد عودة البنا (1941-1999) سياسية وطبيبة فلسطينية، من مواليد مدينة غزة. تلقت تعليمها الأساسي والثانوي في غزة، والتحقت بكلية الطب في جامعة القاهرة وتخرجت منها عام 1965، حصلت على شهادة الماجستير في التخصص بأمراض النساء والولادة عام 1975، وعملت في هذا المجال حتى عام 1989، حينما قامت سلطات الاحتلال بفصلها من عملها. توفيت بتاريخ 31 أغسطس 1999، عن عمر يناهز 58 عامًا، بعد صراع مع مرض العضال.

## مسيرتها العملية والسياسية
انضمت الدكتورة فريال إلى حركة فتح عام 1969، ولعبت دورًا بارزًا بعيدًا عن الأضواء بين عامي 1968 و1971، حيث كرّست جهودها لرعاية جرحى المقاومة الفلسطينية ضمن لجان المرأة للعمل الاجتماعي، وفي الوقت نفسه كانت زميلتها الشهيدة ربيحة ذياب تؤسس الإطار ذاته في الضفة الغربية، في تنسيق وتعاون مستمر بين القطاع والضفة. بعد اعتراف قمة الرباط بمنظمة التحرير الفلسطينية كممثل شرعي ووحيد للشعب الفلسطيني، قامت الدكتورة فريال بجمع التوقيعات من أبناء الشعب دعماً لهذا القرار، رغم المخاطر الكبيرة التي واجهتها في ظل الأحكام العسكرية التي فرضها الاحتلال.
ساهمت الدكتورة فريال في تأسيس الجمعية الطبية لقطاع غزة عند إعادة تأسيسها عام 1977، كما كان لها دور فاعل في إنشاء المجلس الطبي الفلسطيني عام 1992، الذي شكّل نواة لوزارة الصحة الفلسطينية بعد قدوم السلطة عام 1994، وفي عام 1999، أصدر الرئيس الراحل ياسر عرفات قرارًا بإنشاء المجلس الأعلى للأموموة والطفولة، وتم تعيينها عضوًا فيه اعتبارًا من 1 يناير 1999.
شاركت الدكتورة فريال البنا في إضرابات الأطباء في السبعينات، وكذلك في الإضراب الكبير عام 1981 ضد الحكم العسكري الإسرائيلي، اعتراضًا على ممارسات جيش الاحتلال ضد الكوادر الطبية الفلسطينية، مثل مداهمة العيادات، والاعتقالات، والتعذيب، وتخريب المراكز الطبية العامة والخاصة. وخلال الانتفاضة الأولى، لعبت دورًا مهمًا في فعاليات الانتفاضة، حيث شاركت في معالجة الجرحى، ونظمت الاعتصامات أمام مقر الصليب الأحمر الدولي والمؤسسات الدولية في قطاع غزة، كما عالجت المئات من النساء الفلسطينيات مجانًا، بل كانت في بعض الأحيان تشتري الأدوية على حسابها الخاص. وأسست البيت السعيد، الذي تغير اسمه فيما بعد إلى مؤسسة البيت الصامد، وكان هدفها دعم أسر الشهداء والأسرى، حيث قدمت لهم فرص عمل من خلال أنشطة مثل التطريز وحياكة الملابس، كما كانت تقوم بتوزيع الملابس الصوفية على الأسرى في السجون الإسرائيلية وعلى الطلبة في المدارس والأسر المحتاجة.
تم تكليفها عام 1993م عضواً في اللجنة الحركية العليا لفتح في قطاع غزة والتي قادت العمل التنظيمي خلال فترة طويلة. عام 1996 تم تعيينها عضواً في المجلس الثوري لحركة فتح وعضواً في المجلس الوطني الفلسطيني عام 1996، وفي عام 1997 أصدر الرئيس الراحل ياسر عرفات قراراً يتعينها مستشاراً لوزارة الصحة برتبة مدير عام لإدارة صحة المرأة في الوزارة.